# Vårlök
Med vårlök avses vanligen allmän vårlök, Gagea lutea (L.) Ker-Gawl., men ibland även den närbesläktade dvärgvårlöken (Gagea minima). Den vanliga vårlöken är flerårig och en av Nordens allmännaste liljeväxter.

## Beskrivning
Den enkla stjälken på växten har 1–4 stödblad, vilka sitter under den flocklika blomställningen. Denna består i själva verket av 2–7 gula blommor.
Intill marken 1 dominerande basalblad, 5–10 mm brett. Högre upp på stjälken, intill blomknippet, 1 eller 2 små stjälkblad.
I sin egenskap av lökväxt höjer den sig ur jorden så tidigt på våren att den inte konkurrerar med andra senare kommande arter, såsom gullviva, vitsippa, och liljekonvalj.
Blommar under april eller maj. Mogna frukter finns från maj till juni. Blomman är 15–25 mm stor och har 6 vid spetsen trubbiga kronblad, 6 ståndare och 1 pistill. Frukten är en trekantig kapsel med många frön. Efter frösättningen vissnar den.
Blommans nektar är luktlös. Pollinering sker med små flugor, skalbaggar och bin. Om en blomma vid slutet av blomningstiden förblivit opollinerad, kan den vid fuktigt väder självbefrukta sig.
På hösten har 1 sidolök bildats, aldrig flera.

Skruvknippe

Blommorna bildar en flock, (egentligen ett hopträngt skruvknippe).
Fröspridning sker via myror.
Hexaploid med kromosomtalet 2n = 6 × 12 = 72.

## Hybrid
- Gagea × escarelii Arènes & Bouchard, 1952

## Habitat
Allmän i stora delar av Europa, dock sällsynt till mycket sällsynt i Belgien och Nederländerna'
I Sverige allmän från Skåne upp till Uppland; sällsynt norr därom, saknas helt i de nordligaste landskapen.
I Norge finns vårlök från söder och upp till Vesteraalen; i Finland endast i de sydligaste trakterna.
Vårlök förekommer som vildväxande i till exempel eklundar och andra lövskogar. Därifrån sprider den sig ofta till odlingar, parkernas gräsmattor, leriga rabatter, trädgårdarnas sandgångar med mera.
Dvärgvårlöken har ungefär samma utbredning, men sparsammare västerut och mer utbredd i Sveriges östra delar, i Norge norrut åtminstone till Bergen.

### Utbredningskartor
- Norden
- Norra halvklotet

## Biotop
Lövskogar. Halvskuggigt, fuktig och näringsrik jord.
Kalkgynnad, pH = 10 à 11.
Tål ej natriumkloridhaltig miljö.

## Etymologi
- Släktet Gagea är en eponym till ära för botanikern Sir Thomas Gage (1782–1820).
- Artepitetet lutea är latin för gul med syftning på blommans färg.

## Bygdemål
| Namn                                         | Trakt | Kommentar | Referens |
| -------------------------------------------- | ----- | --- | -------- |
| Gul gårdlök                                  | ?     | | [ 3 ]    |
| Gårdlök                                      | ?     | | [ 3 ]    |
| Kråklök                                      | ?     | Kråklök används även om Gagea minima, dvärgvårlök                                                                       | [ 3 ]    |
| Gullstjärna                                  | ?     | | [ 4 ]    |
| Vanlig vårlök                                | ?     | | [ 4 ]    |
| Våfferdagslök + många alternativa stavningar | ?     | Förvrängning av Vårfrusdagslök med syftning på Vår fru = Jungfru Maria och Jungfru Marie bebådelsedag i slutet av mars. | [ 4 ]    |

### Förväxlingsnamn
På grund av misstolkning av det engelska namnet "spring onion" händer det att salladslök felaktigt kallas vårlök. Den ätliga guldlöken, som liknar vårlök med sina gula blommor, kallas också ibland vårlök.

## Användning
Vid missväxtår kan enligt Carl Fredrik Hoffberg vårlök-lökar kokas och ätas. Vidare kan torkade och malda lökar användas för att dryga ut mjölet vid bakning av nödbröd. Giftinformationscentralen säger dock bara att "Inga förgiftningar kända. Att smaka en liten mängd kan betraktas som ofarligt.".

## Bilder

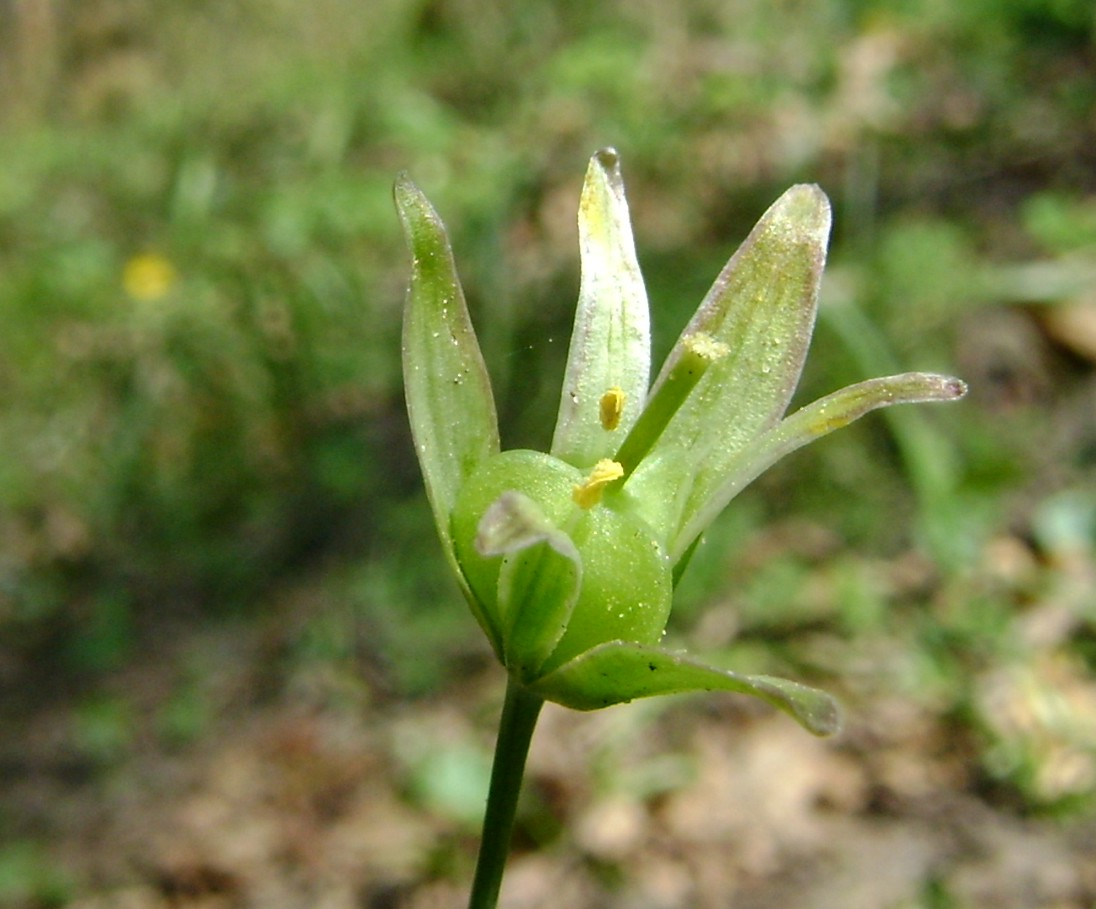
Omogen frukt.
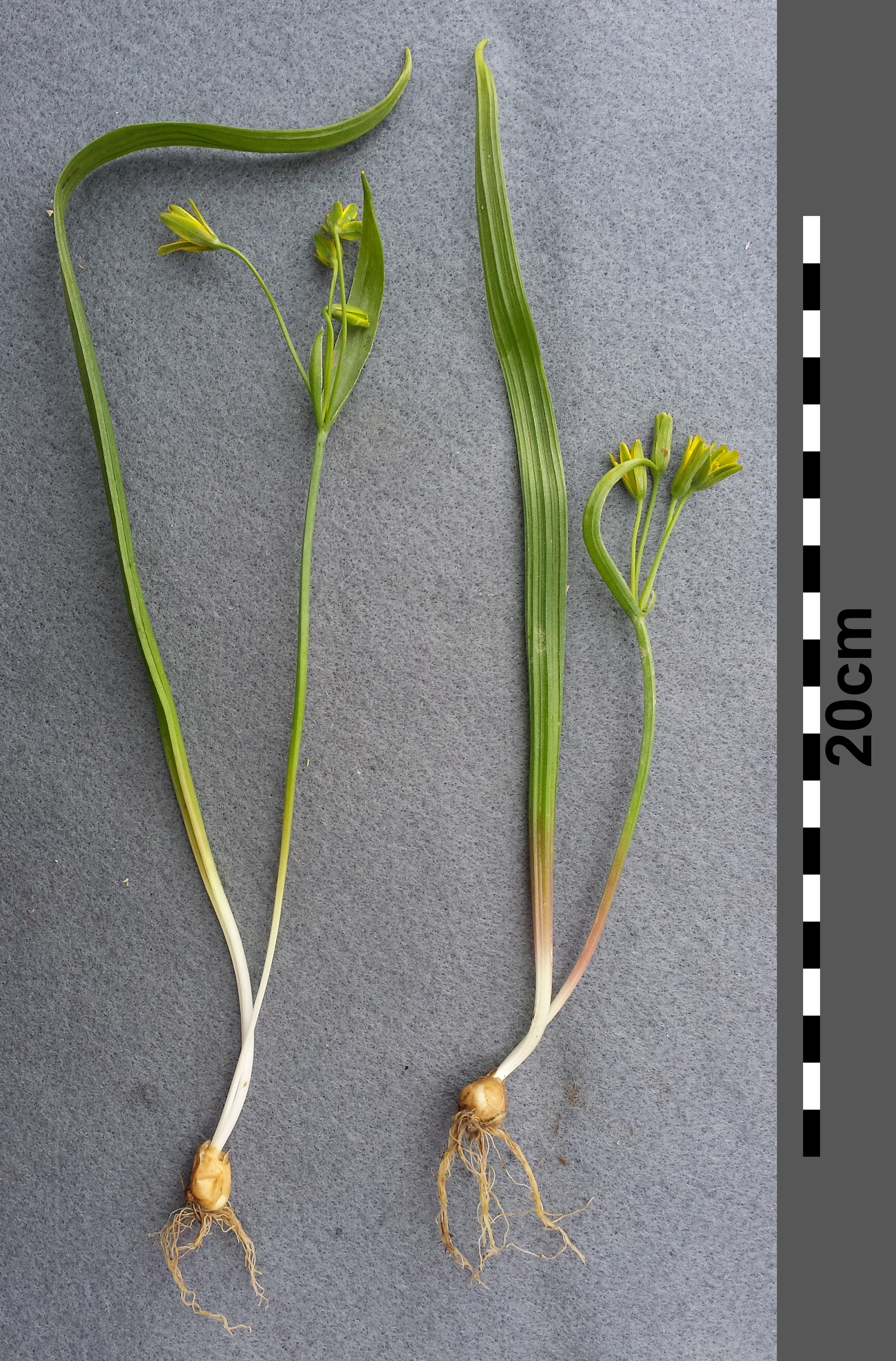
Ett stort basalblad; direkt under blommorna ett mycket litet stjälkblad.
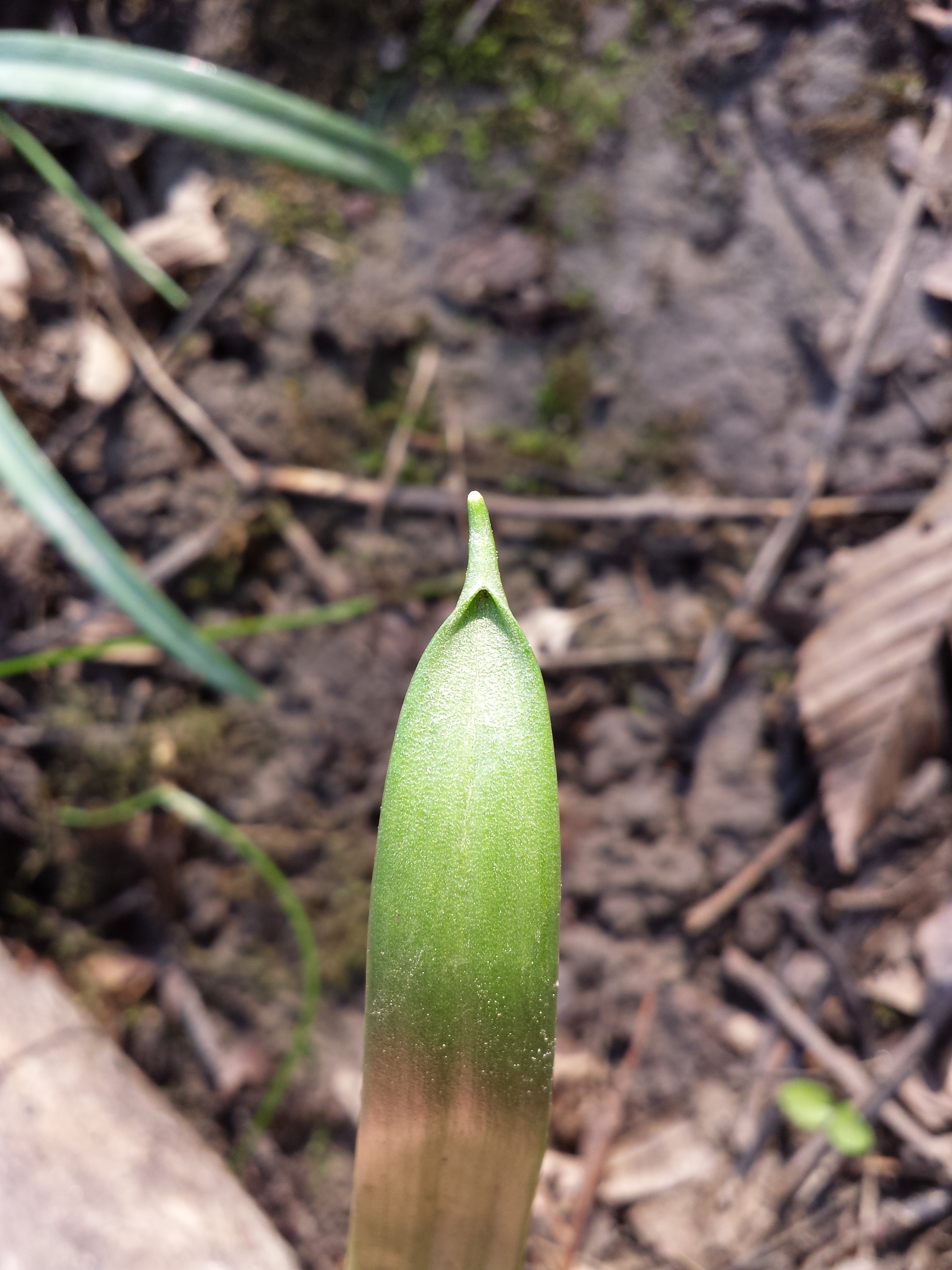
Basalblad Lägg märke till att toppen är utformad som en huva.
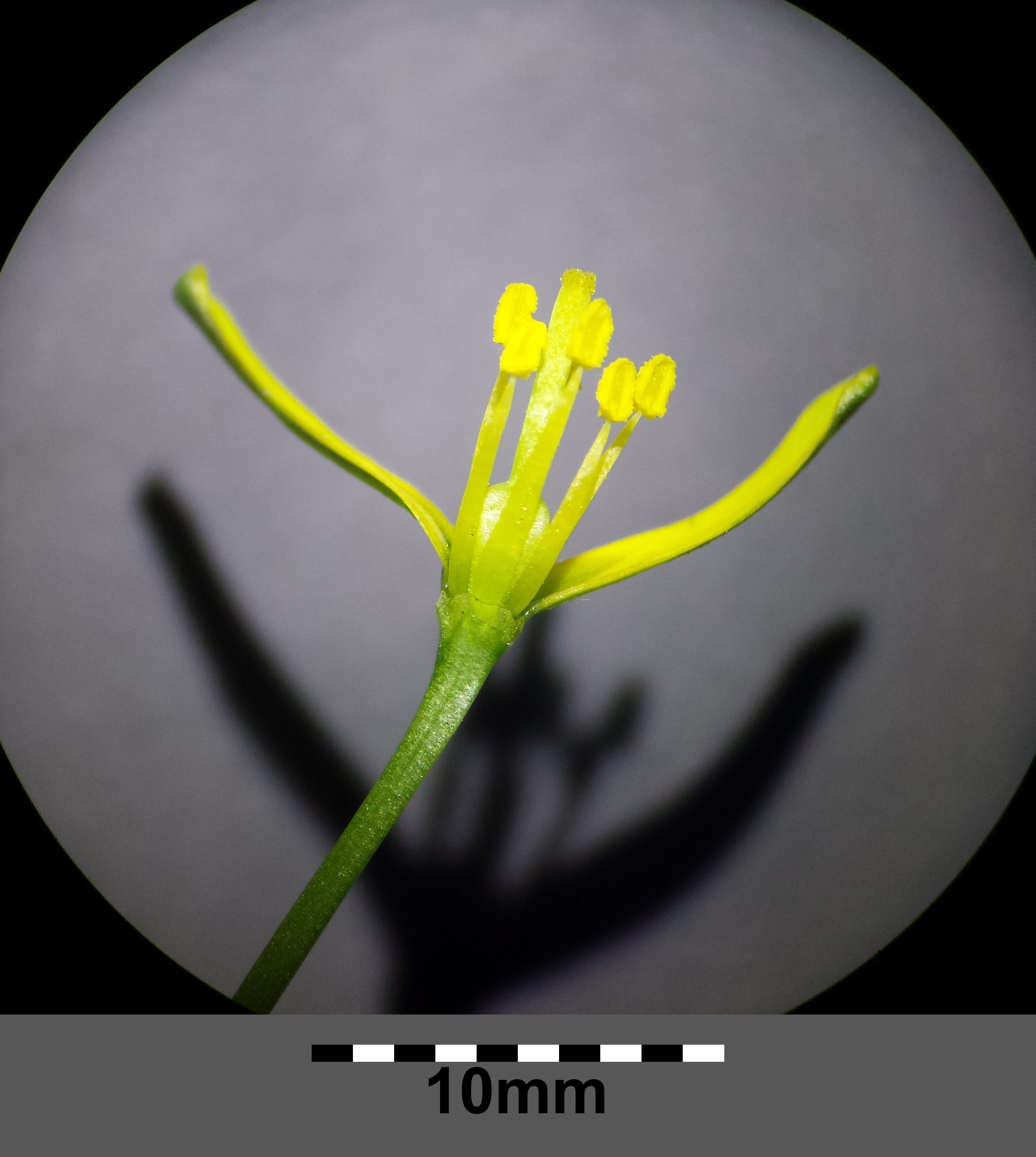
Inre delarna av en blomma.
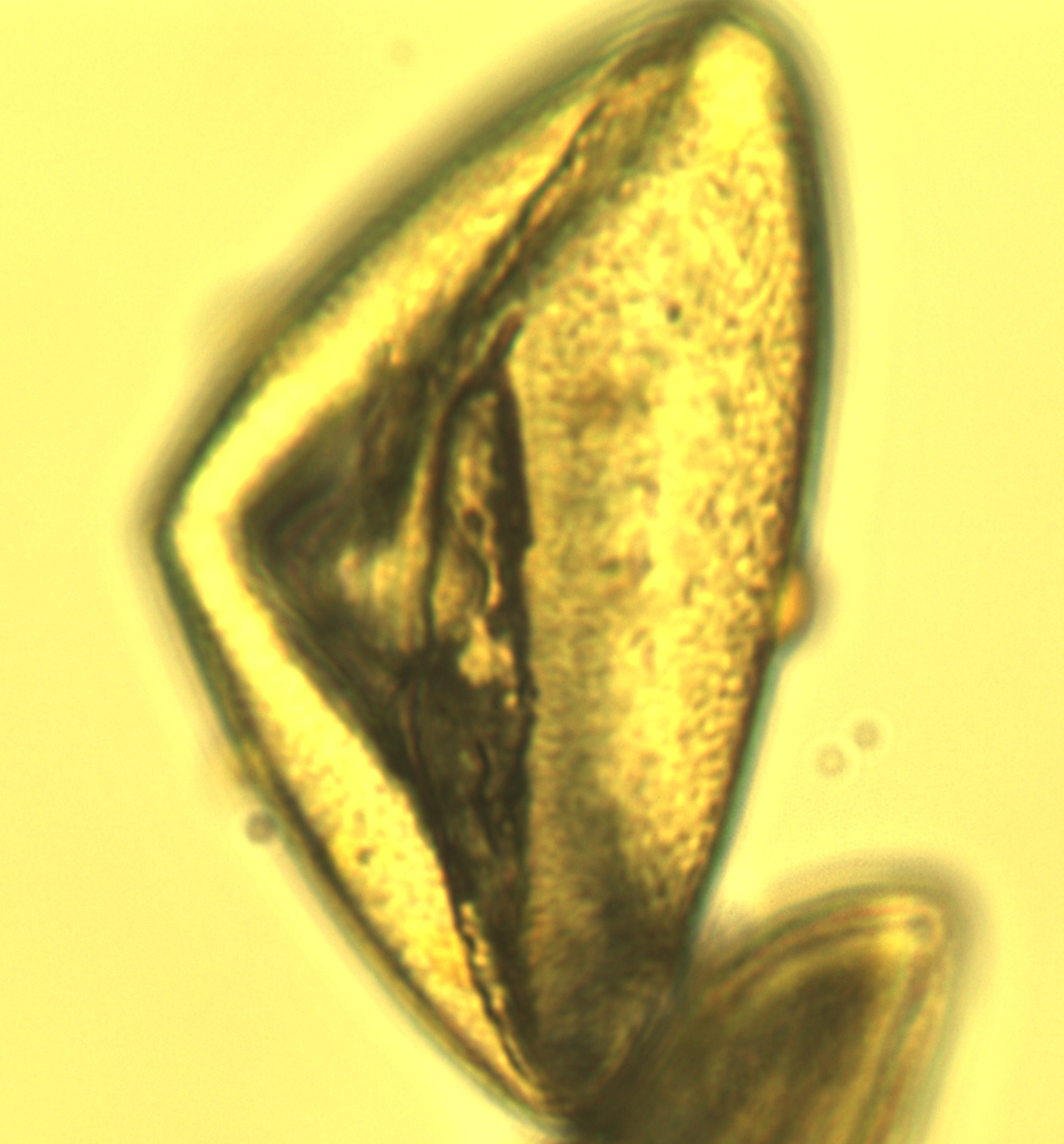
Pollenkorn 400 × förstoring.
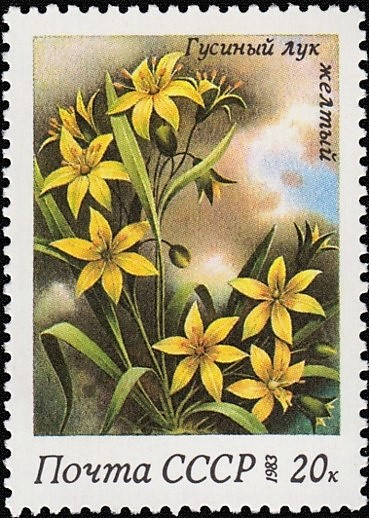
Sovjetiskt frimärke, 1983.